# Дворянство (манхва)
Дворянство (кор.: хангиль: 노블레스, НЛ: Nobeulleseu, англ. Noblesse) — південнокорейська манхва, написана Сон Дже Хо і проілюстрована Лі Гван Су. Дворянство була вперше розміщена на вебплатформі Naver Webtoon компанії Naver Corporation у грудні 2007 року та завершена в січні 2019 року. Це був один з перших вебтунів, який отримав офіційний переклад англійською мовою під час запуску Line Webtoon в липні 2014 року. В 2015 році манхва адаптована в південнокорейську анімацію, у 2016 — оригінальну відео анімацію (ОВА). У жовтні 2020 на Crunchyroll відбулася прем'єра аніме (телевізійного серіалу) від Production IG, який базувався на манхві.

## Сюжет
Noblesse — це історія про дворянина, Кадіса Етраму Ді Рейзела (Рея), який спав 820 років. На початку вебтуну Рей прокидається в занедбаному будинку в Південній Кореї і починає звикати до сучасного світу, оскільки через довгий сон не знав про розвиток людства і успіхи науки. Він возз'єднується зі своїм вірним слугою Франкенштейном, завдяки якому вступає до середньої школи. Там він знаходить вірних друзів: комп'ютерного ґіка Ікхано та школяра-атлета Шінву, який закоханий в їхню подругу Юну. Noblesse розповідає про небезпечні пригоди приятелів проти таємної організації, впродовж яких розкривають минуле Рея.

## Список томів
| Томи            | Підзаголовок                    | Розділи      | Дата публикації | ISBN               |
| Перший Сезон    | Перший Сезон                    | Перший Сезон | Перший Сезон    | Перший Сезон       |
| --------------- | ------------------------------- | ------------ | --------------- | ------------------ |
| Збірник         | Збірник                         | 1 — 92       | 28 вересня 2011 | ISBN 9788901130118 |
| 1               | кор. 새로운 세상에서 눈을 뜨다  | 1 — 92       | 28 вересня 2011 | ISBN 9788901130125 |
| 2               | кор. 인간의 세상                | 1 — 92       | 7 жовтня 2011   | ISBN 9788901130132 |
| 3               | кор. 유니온                     | 1 — 92       | 7 жовтня 2011   | ISBN 9788901130149 |
| Другий сезон    |                                 |              |                 |                    |
| Збірник         | Збірник                         | 93 — 154     | 12 січня 2012   | ISBN 9788901139173 |
| 1               | кор. 방문자                     | 93 — 154     | 12 січня 2012   | ISBN 9788901139180 |
| 2               | кор. DA-5                       | 93 — 154     | 12 січня 2012   | ISBN 9788901139197 |
| 3               | кор. 닥터 아리스                | 93 — 154     | 12 січня 2012   | ISBN 9788901139203 |
| Третій сезон    |                                 |              |                 |                    |
| Збірник         | Збірник                         | 155 — 200    | 27 липня 2012   | ISBN 9788901148526 |
| 1               | кор. 귀족                       | 155 — 200    | 27 липня 2012   | ISBN 9788901148533 |
| 2               | кор. 루케도니아                 | 155 — 200    | 16 липня 2012   | ISBN 9788901148540 |
| 3               | кор. 정체                       | 155 — 200    | 27 липня 2012   | ISBN 9788901148557 |
| Четвертий сезон |                                 |              |                 |                    |
| Збірник         | Збірник                         | 201 — 238    | 19 грудня 2012  | ISBN 9788901152615 |
| 1               | кор. KSA                        | 201 — 238    | 19 грудня 2012  | ISBN 9788901152622 |
| 2               | кор. 켈베로스                   | 201 — 238    | 19 грудня 2012  | ISBN 9788901152639 |
| 3               | кор. 12장로                     | 201 — 238    | 19 грудня 2012  | ISBN 9788901152646 |
| П'ятий сезон    |                                 |              |                 |                    |
| Збірник         | Збірник                         | 239 — 286    | 29 жовтня 2013  | ISBN 9788901161044 |
| 1               | кор. M-24                       | 239 — 286    | 29 жовтня 2013  | ISBN 9788901160993 |
| 2               | кор. 결단                       | 239 — 286    | 29 жовтня 2013  | ISBN 9788901161006 |
| 3               | кор. 배신한 가주                | 239 — 286    | 29 жовтня 2013  | ISBN 9788901161013 |
| 4               | кор. 재회                       | 239 — 286    | 29 жовтня 2013  | ISBN 9788901161020 |
| Шостий сезон    |                                 |              |                 |                    |
| Збірник         | Збірник                         | 286 — 327    | 1 травня 2016   | ISBN 9791195719648 |
| 1               | кор. 프랑켄슈타인의 계약        | 286 — 327    | 25 квітня 2016  | ISBN 9791195719655 |
| 2               | кор. 욕망                       | 286 — 327    | 25 квітня 2016  | ISBN 9791195719662 |
| 3               | кор. 움직이는 웨어 울프         | 286 — 327    | 25 квітня 2016  | ISBN 9791195719679 |
| Сьомий сезон    |                                 |              |                 |                    |
| Збірник         | Збірник                         | 328 — 403    | 10 лютого 2017  | ISBN 9791187333159 |
| 1               | кор. 새로운 시작                | 328 — 403    | 10 лютого 2017  | ISBN 9791187333166 |
| 2               | кор. 무자카(웨어 울프의 움직임) | 328 — 403    | 10 лютого 2017  | ISBN 9791187333173 |
| 3               | кор. 격돌                       | 328 — 403    | 10 лютого 2017  | ISBN 9791187333180 |
| 4               | кор. 침공                       | 328 — 403    | 10 лютого 2017  | ISBN 9791187333197 |
| 5               | кор. 위기                       | 328 — 403    | 10 лютого 2017  | ISBN 9791187333203 |
| 6               | кор. 블러드 스톤                | 328 — 403    | 10 лютого 2017  | ISBN 9791187333210 |
| Восьмий сезон   |                                 |              |                 |                    |
|                 |                                 |              |                 |                    |

## Персонажі

### Головні герої
Кадіс Етрама Ді Рейзел (кор. 카디스 에트 라마 디 라이 제르) —  'Істинний Ноблесс' 
Рей — чарівний, елегантний і таємничий Благородний. Він не має жодних знань про ХХІ століття, і часто розгублюється, особливо стосовно сучасних технологій (наприклад, використання мобільного телефону). Його часто використовують як комічний рельєф манхви через його любов до рамена, смішні помилки, які герой робить, користуючись технологіями, і своїм жахливим почуттям напрямку. Він впав у глибокий сон на 820 років і прокинувся в покинутій будівлі в Південній Кореї. Побачивши, у що була одягнена більшість людей на вулицях, Рей одягнув форму учня середньої школи Є Ран, яка знаходиться під адміністрацією Франкенштейна, і ненароком пішов за студентами туди. Після зустрічі з другом, він проживав у друга. У манхві показано, що головний герой надзвичайно сильний і має здатність контролювати розум, і володіє технікою під назвою «Поле крові», яка здатна стерти всі сліди існування своїх жертв. Незважаючи на те, що зовні він здається холодним, Рей виявив неймовірну глибину особистого розуміння та співчуття, незалежно від рас, походження людини чи минулих образ. Рей молодий і надзвичайно красивий: ясно-червоні очі (загальна риса серед чистокровних благородних), гарне чорне волосся та хороша вдача; його зазвичай бачать у формі середньої школи Є Ран та срібній сережці з хрестом у лівому вусі (подарунок від попереднього Лорда та предмет, що містить більшу частину його сили). Якщо Рей багато використовує свої сили, загальний стан здоров'я та самопочуття погіршуються. Це видно після бою з DA-5, хоча Рей і сказав, що для хвилювання немає причин. Тим не менш, Франкенштейн знає, що його господареві потрібен час, щоб повністю відновити свої старі сили. Однак, як сказав Регіс, навіть у його нинішньому стані Рей володіє величезною силою, такою ж, якщо не вищою, порівняно із владою нинішнього Лорда. Під час протистояння між ним та Лордом (під час Арки Лукедонії) Рей показав перевагу над владою. Головний герой демонструє своє абсолютне правління над кров'ю, створюючи потужні поля крові в ідеальній формі без використання очевидної зброї душі. Геджутел, древній радник Лорда, пояснює, що душевна зброя Рея не матеріалізується як зброя; Кров і душа Рея — це його зброя.
Дворянин (Noblesse) — це титул одного благородного (Рея), який пізніше був прийнятий благородними як назва своєї раси, (через деякий час після того, як Рей пішов спати). У їхньому суспільстві є дві істоти, яких шанують: одна — Лорд, який править із владою, а друга — Дворянин, який стежить і захищає благородних. Попередній Лорд залишив свою душевну зброю в святині Рейджар, як подарунок (хоча Рай не може використовувати Рагнарок, оскільки він не пов'язаний кровними спорідненнями з попереднім Лордом). Показано, що Рей відмовився від права власності на Рагнарок, щоб нинішня Лординя могла укомплектувати її душевну зброю Рагнарок. Сила Рея споживає його життєву енергію при використанні. Нарешті Франкенштейн змушує головного героя взяти короткий сплячий режим, але як тільки він прокидається, він використовує велику кількість сили. Відомо, що у Рея колись був брат, майже точна його копія, за винятком волосся — у брата воно вилося. Один з голів кланів-зрадників згадав про те, що Рейзел втратив багато сили у битві з братом. Також ці згадки свідчать про те, що Рей убив свого родича, тому що той хотів знищити людей.
Франкенштейн (кор. 프랑켄슈타인)Франкенштейн — відданий слуга Рея, який завжди підтримує головного героя і називає його «Господар». Він намагався шукати свого господаря після того, як той зник, і, врешті-решт, пішов усамітнитися для приватного пошуку Рея. Франкенштейн є директором середньої школи Є Ран, яку заснував, щоб, якщо Рей повернеться, той міг жити нормальним життям. Франкенштейн був приголомшений, знайшовши Рея у своєму шкільному кабінеті, після того, як головний герой прокинувся і прийняв форму учня школи. Франкенштейн — надзвичайно потужний. Коли він спричинив безлад у світі, попередній Лорд послав двох лідерів кланів (Кертія та Ландгре), щоб схопити його. Франкенштейн — єдина людина, яку визнав попередній Лорд, тому що той перевищив людські обмеження і набув сили власним старанням. Однак, пізніше, його повноваження були запечатані Реєм через проступки, вчинені в пошуках наукових знань та могутності. Франкенштейн — дуже весела людина, але стає досить серйозним і розважливим, коли ситуація вимагає цього, хоча під час битв Франкенштейн виявляв садистичну сторону. Він надзвичайно організований і ненавидить безлад (особливо у власному будинку). Як і Рей — дуже співчутливий, особливо до учнів його школи. Франкенштейн — вражаючий учений, який досліджував модифікації людини. Всі проведені дослідження були записані в його щоденниках. Він був добре знайомий з попереднім Лордом, якого називає «старим мороком». Франкенштейн насправді людина, яка набирала сили та знання про модифікацію людини не експериментуючи над іншими, а лише над собою. Він володіє Темним списом — створеною людиною зброєю за зразком душевної зброї благородних. Він створив його з душ і лицарів Центрального ордену, на яких експериментували, і тому несуть ображені Франкенштейна, тому ця зброя постійно бажає його зжерти.

### Школа Є-Ран
Хан Шінву (кор. 한신 우)Шінву енергійний і спортивний підліток з яскравим червоним волоссям. Його завжди видно з пластиром на переніссі. Він відомий в місті, тому що добре володіє бойовими мистецтвами і його бояться всі банди. Майстерність Шінву знаходиться на одному рівні з агентами KSA, точніше з тими, хто ще не модифікований. Він боровся з інфікованою людиною і переміг. Шінву часто показують сплячим на парті в класі. Хоча складається враження, що він — ледачий студент, насправді хлопець дуже сміливий і буде захищати своїх друзів за будь-яку ціну.
Ву Ікхан (кор. 우익 한)Друг Хана Шінву. Відмінно знає комп'ютери, допомагає батькові і поліцейським з мережевим захистом їх сервера. Тримався на рівних проти Тао, коли той намагався зламати базу даних поліції. Зазнав поразки через Шінву, який висмикнув живлення комп'ютера з розетки. Комплексує через маленький зріст (157 см) і через окуляри (та це зблизило його з Регісом). На заняттях в школі робить записи в комп'ютері.
Су Юна (кор. 서윤아)Юна, друг дитинства Шінву та Ік Хана. Юна відмовила Шінву, коли той зізнався їй у своїх почуттях 2 роки тому. Вона випадково стала ціллю інфікованого хлопця, на самому початку історії. Юна доброзичлива, проста, розумна молода дівчина, більш врівноважена, ніж її друзі, намагається достойно себе вести, розважається з приятелями, але при цьому не забуває нагадувати їм про реалії світу. Коли вона і Рей, вперше грають в комп'ютерні ігри, у неї все виходить, вона виграє, хоч і робить це вперше. Також є натяк на те, що вона закохана в М-21, після того як він став охоронцем в школі.
Їм Суї (кор. 임수이)Суї — симпатична дівчина поп-ідол, яка вчиться в Старшій Школі Є-Ран. Вперше з'являється в 94 розділі, де вона повертається в школу після концертного турне. Суї дружить з Хан Шінву, Ву Ікханом і Юні, завжди гуляє з ними. Пізніше дівчина приєднується до Шінву та інших, які часто відвідують будинок Франкенштейна.

### Благородні
Регіс Кей Ландегре (кор. 레지스 K. 란데 그르)Вступив в школу Є-Ран практично тоді ж, як і Рей, коли його з Сейрою відправили за інформацією про нещодавній інцидент. У нього червоні очі, біле волосся з чорними смужками на скронях. За його словами, йому 199 років. Низький зріст, що є предметом для постійних насмішок. Відрізняється зухвалим характером і впертістю, яка є відмінною рисою клану Ландегре. З прибуття в Є-Ран незлюбив М-21 (але переживав за нього, коли той потрапив у полон до DA-5), і згодом вони теж ладнають. Хлопець проживає в будинку Франкенштейна, де став прибиратися після приходу Шінву, Юни, Суї і Ікхана, що стало його основним обов'язком.
Сейра Джей Роярд (кор. 세 이라 J. 로이 아드)Потрапила в Є-Ран разом з Регісом, коли дізнавалася інформацію про інцидент. Дівчина відрізняється своєю красою: червоні очі і довге срібне волосся, гарна фігура. Згадувалося, що Сейрі 217 років. Вона молода глава клану Роярд, і володіє зброєю духу — Косою Смерті. Тимчасово проживає в будинку Франкенштейна, де є головним кухарем. Вкрай добре ладнає із Шінву; Часто чує слова похвали від Франкенштейна, який пишається нею.
Геджутель Кей Ландегре (кор. 게 슈텔 K. 란데 그르)Глава клану Ландегре і дідусь Регіса. Як і у всіх благородних у нього червоні очі, але волосся біле з чорними смужками на скронях. Був довіреною особою попереднього Лорда і користується великою повагою у чинного Лорда. Син Геджутеля загинув разом з попереднім Каджая клану Роярд. З моменту загибелі батька Сейра взяв на себе обов'язок по її вихованню. Знайомий як з Франкенштейном, так і з Реєм. Зброя Духа — «Легасус» — чорний спис.
Ерга Кенезіс Ді Раскрея (кор. 에르 가 케네 시스 디 라스 크레아) —  'Нинішній Лорд' 
Голава всіх шляхетних, донька минулого Лорда. Раніше ненавиділа Рея, оскільки думала, що батько любив його більше, ніж її а той, зрадив довіру батька, убивши брата. Однак, дізнавшись правду, стала досить добре до нього ставитися. На прощання Рей залишив їй рамен швидкого приготування. Всі благородні звертаються до неї «Лординя», але в посланні її батька згадується її ім'я — Раскрея. Вона володіє зброєю духу — «Рагнарек», але вона не є повною, оскільки її батько, колишній Лорд, розділив його на дві частини, передавши одну Рею, який не міг нею скористатися і повернув Раскреї. Пізніше дівчина пронизує зроєю Рея, що б відновити його життєві сили.
Раель Керт (кор. 라엘 케르 티아)Молодший брат Раджека Керт — теперішній (чинний) глава клану. Претендує на Сейру. У минулому зробив їй пропозицію і був відторгнутий. У гніві влаштував безліч руйнувань і був ув'язнений на 10 років. Після виходу на волю взявся за приведення Сейри до Лордині. При цьому завдав шкоди М-21, а також вступав у бої з Регіс і Франкенштейном. Сейра так само була на грані бою з Раелем, тому що намагалася захистити Регіса. Раель має частину зброї духу свого батька − Гранд, яка стає повною після смерті Раджека. У Лукедоніі бився з Тао, Такео і М-21.
Раджак Керт (кор. 라자크 케르 티아)Попередній глава клану Керт, а також старший брат Раеля Керт. Як і всі Каджая, володіє зброєю Духа — «Картас». Однак, «Картас» — неповна зброя, оскільки батько Раджака, Рагар перед смертю розділив свою Зброю Духа на дві частини: одну з яких віддав молодшому синові, а другу Раджаку. Зовні «Картас» Раджака нагадує два зігнутих довгих кинджала або коротких меча.
Клан Керт відрізняється майстерністю маскуватися і швидко атакувати. Раджак Керт вірний Лордині, благородний і чесний, а також любить брата і дбає про нього. Під час нападу на Лукедонію бився з колишніми главами кланів, внаслідок чого загинув.
Попередній Лорд (кор. 전대 로드)Батько нинішньої Лордині. Високий красивий блондин. Трохи ексцентричний, але в той же час проникливий. Постійно намагався умовити Рея стати його наступником. Пішов в вічний сон 500 років тому.
У нього були непрості стосунки з Франкенштейном.
Лудіс Мергас (кор. 루디스 메르 가스)Зброя духу — «Ізарок». Глава клану Мергас, відповідальних за захист Лукідоніі. Під час битви Рея з Лординею захищав храм від руйнування. Під час вторгнення людей в Лукідонію відповідав за впіймання «непроханих гостей».
Кей Ру (кор. 케이 루)Один з лояльних, семи лідерів кланів. Його Духовне Знаряддя набуває форми рукавиць. Він — світловолосий чоловік з м'язистим тілом, яке покрите шрамами.
Вервиці Еленор (кор. 로자 리아 엘레 노르)Зброя духу — «Кривава відьма» — посох з великим оком на кінці. Коли Сейра влаштувала втечу із в'язниці, Вервиці повинна була доставити її до Лорда.
Керіас Блостер (кор. 카리 어스 블러스터)Разом з Раджеком був посланий, щоб упіймати прибульців. Пригрожував Регісу, якщо той завдасть хоч один удар, влаштує йому зустріч з Геджутелем. За словами покійного Лорда має «не зовсім шляхетний» характер і нагадує Лорда в молодості. Зброя духу — лук Амора.
Ігнес Крав (кор. 이그 네스 크라 베이)Дочка Роктіса, чистокровна благородного, володіє жорстоким характером, з яким навіть Роктісу не впоратися, що послужило причиною для відмови від її кандидатури на пост 13-го Старійшини. Через те, що не стала головою клану, з головою пішла у вивчення фізичних модифікацій. У своїх експериментах вбила величезну кількість людей. Поглинена Темним Списом

### KSA
На Йонсу (кор. 나 연수) і  'Ан Сан'ін'  (кор. 안상인)Чоловік і дружина, агенти KSA (Корейського Агентства Безпеки). Модифіковані, що ретельно приховуються від Союзу. З'явилися в школі Є-Ран для того, щоб оцінити бойові та інші якості Шінву та Ік-Хана, оскільки ті були визнані KSA придатними для вербування.

### Союз

#### Старійшини союзу
13-й Старійшина (кор. 13 장로) —  'Доктор Кромбел'  (кор. 닥터 크롬 벨)Член Союзу і обдарований учений. Сто тридцять років тому знайшов щоденник невідомого F (Франкенштейна), звідки взяв багато ідей для своїх досліджень. Факт знахідки з якоїсь причини приховав від власного керівництва. В таємниці захоплюється цим самим F. Вчений, що ставить експерименти над людьми. Одним з його проектів був проект «М», в якому брала участь сотня людей. В ході досліджень вижили тільки М-21 і М-24, яких доктор Кромбел визнав невдалими зразками. Також під його керівництвом були змінені агенти Джейк і Мері. Доктор Кромбел здатний на енергетичні атаки і дуже небезпечний в бою. З невідомих мотивів не став оголошувати М-21 зрадником, а вказав в його особовій справі, що той виконує його особисте завдання.
12-й Старійшина (кор. 12 장로)Ворогує з 13-м старійшиною, внаслідок чого втратив DA-5, Цербера і Др. Айріс. Всіх ворогів вважає створіннями Кромбела. Уклав контракт з 4-м старійшиною, Роктісом, одним із зрадників Лукідоніі. Форма трансформації — кажан. Убитий Реєм.
11-й Старійшина (кор. 11 장로) —  'Муар'  (кор. 무 아르)Один із старійшин, посланий Союзом, для розслідування загибелі 12-го старійшини. Форма трансформації — богомол. Поглинений Темним Списом.
10-й Старійшина (кор. 10 장로) —  'Ростер'  (кор. 로스 테르)Один із старійшин, посланий Союзом, для розслідування загибелі 12-го старійшини. Форма трансформації — носоріг. Бився з Сейрою, але при спробі втекти був вбитим Реєм.
9-й Старійшина (кор. 9 장로)Тісно пов'язаний з 4 старійшиною. Форма трансформації — павук. Як і Кромбель займається модифікацією людей. Поглинений Темним Списом.
8-й Старійшина (кор. 8 장로)Робот, створений Союзом для боротьби з главами кланів. У битві з Раджеком програв, чи не завдавши йому майже ніяких пошкоджень. Убитий Франкенштейном, якого поглинуло Темне Спис.
7-й Старійшина (кор. 7 장로) —  'Зарга Сіріана'  (кор. 자르 가 시리아나)Один із зрадників Лукідоніі. Убив главу клану Роярд, батька Сейри. Бився в Сейрою і переміг. Бився з Раджеком, але їх бій перервав Рей. Убитий Реєм. Перед смертю попросив у Рея вибачення.
6-й Старійшина (кор. 6 장로) —  'Урокай Агвейн'  (кор. 우로 카이 아그 바인)Один із зрадників Лукідоніі. Втратив око в битві з Франкенштейном. Убитий Реєм. Перед смертю попросив у Рея вибачення.
5-й Старійшина (кор. 5 장로) —  'Лунарк'  (кор. 루나 크)Перевертень. Боролася проти Франкенштейна і перемагала. Після того, як 6 старійшина втрутився в їх бій, озлобилася на нього. Була відпущена Реєм, щоб повідомити Союзу, що Кадіс Етрама Ді Рейзел живий.
4-й Старійшина (кор. 4 장로) —  'Роктіс крав'  (кор. 록 티스 크라 베이)Один із зрадників Лукідоніі. Дуже поважав Рея, але потім зрадив його і спробував вбити разом з іншими зрадниками (Він, як і весь союз думав що Рей вже мертвий). Уклав контракт з 12 старійшиною. Сильно перелякався, коли дізнався, що Рей живий. Піддав себе модифікації. Коли прийшов Рей, щоб забрати вкрадених Ігнес «дітей» (Сейра, Раеля і Регіса), відволік його на себе, щоб дочка могла втекти. Убитий Реєм. Дуже любив Ігнес, через неї став зрадником.
3-й Старійшина (кор. 3 장로)Володар довгих срібних волосся, заплетене в коси, а також синьо блакитних очей, які і є його зброєю — перетворюючи зіницю, він направляє енергетичну хвилю на противника. Воював разом з 5-м старійшиною проти Керіаса Блостера і майже перемогли, але на допомогу останньому прийшов Лорд.
2-й Старійшина (кор. 2 장로) —  'Мадук'  (кор. 마두 크)Лорд перевертнів. Зрадник Музакі. Поки Музака був Лордом перевертнів, всіляко намагався спровокувати його на конфлікт з благородними, використовуючи людей в своїх цілях. Мав великий вплив в клані перевертнів до того, як Музака зник. Убитий Реєм.
1-й Старійшина (кор. 1 장로)

#### Модіфіковані

##### Проєкт М
М-21
Проект доктора Кромбела. Був напарником М-24. Зараз працює шкільним охоронцем у Франкенштенйа. Після того як Рей пробуджує його здатності, він розвивається ще швидше. Пізніше, після обстежень Франкенштейна, дізнається, що в Союзі йому імплантували серце перевертня.
М-24
Один з проектів доктора Кромбела. Убитий Джейком. Володіє телепатією і здатний підпорядкувати собі розум слабших істот, ніж він.

##### Ассасіни Кромбела
Джейк (кор. 제이크)Партнер Мері. Був посланий дізнатися чому М-21 і М-24 затримуються. Убитий Реєм.
Мері (кор. 마리)Партнер Джейка. Була послана дізнатися чому М-21 і М-24 затримуються. Була особистою охороною доктора Кромбеля. Убита Франкенштейном.
Юрій (кор. 유리)Модифікований агент Союзу здатний на енергетичні атаки. Високий смаглявий блондин в окулярах, що віддає перевагу строгим сірим костюмам. Був правою рукою і довіреною особою доктора Айріс. Як пізніше виявилося насправді працює на доктора Кромбеля і є експериментом проекту «Ассасин». Небайдужий до міс Сейри.
Бонерр (кор. 보네르)Разом з Юрієм супроводжували 10 і 11 старійшин. Також викрали Тао і Такео. Убитий Франкенштейном.
Марк (кор. 마크)Проковтнув ДНК М-24, після чого прийняв його вигляд і деякі спогади. Його підіслали до М-21, вкрасти інформацію Франкенштейна.
Кальвін (кор. 칼빈)Отруйний хлопчик. Отруїв дітей. Бився з Регіс і програвав, але потім, почавши шантажувати протиотрутою, переміг. Убитий Раелем.

##### DA-5
Кранц (кор. 크 랜스)Глава DA-5. За задумом доктора Айріс повинен був максимально розкрити потенціал своєї групи, а після поглинути здатності кожного. Рідко користувався препаратом «Д», так як знав, що часте його застосування веде до руйнування організму і скорочення життєвих сил. Убитий Реєм.
Тао (кор. 타오)Колишній член DA-5, один з двох, що вижили. Комп'ютерний геній. Боєць підтримки і координатор. Після загибелі групи працює разом з М-21 і Такео охоронцем в школі Є-Ран. У ближньому бою за краще використовувати хлистообразного зброю і електричні заряди.
Такео (кор. 타키 오)Колишній член DA-5. Має довгі фіолетові волосся. Влучний стрілець, не раз підтримував своїх товаришів в бою снайперським вогнем. Після розвалу групи працює разом з Тао і М-21 охоронцем в школі Е-Ран.
Шарк (кор. 샤크)Член DA-5. Спеціалізується на ближньому бою. Вважає за краще використовувати ножі. Непогано дружний з Хаммером. Відрізняється огидним і мерзенним характером. Весь час докопується до Такео. Убитий Кранцем.
Хаммер (кор. 해머)Член Групи DA-5. Убитий Сейрою.

##### Цербер
Команда, що складається з п'яти надлюдей, включаючи капітана. Особиста охорона 12-го старійшини.
Тейз (кор. 테 이즈)Зброя — коса (вона кличе її Косою смерті, тому що вона не йшла з поля бою не забравши життя противника). Переможена Сейрою (швидше за все вбита). Решта звуть її Капітаном.
Родін (кор. 로딘)Зброя — тризуб. Відмінна риса — величезні шрами по всьому обличчю. Убитий Франкенштейном.
Кед (кор. 케드)Зброя — руки-булави. Володіє величезною фізичною силою. Убитий Франкенштейном.
 Лутай (кор. 루타이)Зброя — руки-бензопили. Переможений Тао і Такео і пізніше добитий Юрієм. Тіло доставлено Кромбелу для експериментів.
Юіджі (кор. 유 이지)У бою участі не брала. Убита Юрієм. Тіло доставлено Кромбелу для експериментів.

#### Інші
Доктор Аріс (кор. 닥터 아리스)Вчена, авторка групи, що має кодову назву DA-5. Прикидалася хворою сестрою Такео. Збиралася поглинути Кранца після закінчення експерименту з DA-5. Збожеволіла, прийнявши суничну пігулку Франкенштейна, думаючи, що це зроблений нею препарат «Д».

### Перевертні
Кентас (кор. 켄타 스)Перевертень. Підручний 5-й Старійшини. Любить битви, проте здатний ставити місію вище цього. Воював з Раджеком Кертом, але їх бій був перерваний боєм між Роктісом і Реєм. Таємно вирушив до Кореї, де зіткнувся з Такео, Тао і М-21, в якому відчув дивну ауру. В ході бою, побачивши часткову трансформацію М-21, оскаженів, вважаючи подібне істоту образою племені перевертнів. Спочатку хотів зберегти Тао і Такео життя, однак передумав, бачачи їх шалений опір і бажання захистити М-21, який, побачивши, що життя товаришів висить на волосині, трансформувався. Однак, йому не вистачило сил впораєтися з Кентасом, а бій було перервано Геджутелем Ландегре. Спробувавши знайти колишнього Лорда перевертнів Мусаччо, був схоплений разом з М-21 своїми одноплемінниками і доставлений Ігнес Крав як піддослідний для її експериментів.
Груі (кор. 그루이)Модифікований перевертень. Напарник Гайтана. Посланий Мадуком для того, щоб вбити колишнього Лорда перевертнів Музака. Воював з Тао, Такео, М-21, Регісом, Раелем і перемагав, поки не втрутився Рей і Музака. Убитий Музакою.
Гайтан (кор. 가이 탄)Модифікований перевертень. Напарник Груі. Убитий Музакою.
Кухар (кор. 쿠 하루)Модифікований перевертень, що володіє великою швидкістю. Убитий Раджаком.

### Дворяни / Nobles
Дворяни — це раса майже безсмертних, елегантних і могутніх істот. Хоча зрідка їх називають вампірами, насправді вони не є вампірами. Дворянам не потрібна кров, щоб вижити, тоді як мутантам це потрібно. Через свою нездатність ігнорувати різання слабких, безпорадних людей, вони охороняли останніх від хижаків з давніх часів. Дворянин (Noblesse) був титул, присвоєний лише одній людині, Рею, але благородні прийняли його як назву для своєї раси через деякий час після того, як Рей увійшов у свій довгий сон. Здається, чистокровні благородні мають малиново-червоні очі та спільну силу управління розумом.
У цій серії поняття, яке ми знаємо як «Noblesse Oblige» (французький термін, що означає «дворянство зобов'язує», маючи на увазі тих, хто має владу, зобов'язані використовувати його для допомоги тим, хто не має), історично походить від поведінки Noblesse (Rai), який захищав слабких. Люди з Союзу вважали, що Дворянин (Noblesse) є істотою на вершині раси вампірів. Однак пізніше відомо, що «вампіри» — це те, що люди сприймають як заражених істот, створених, коли благородні «пробуджують» людей, і ці люди діляться владою створювати інших вампірів. Ці «заражені» є менш розумними, часто покладаючись на інстинкт споживання людської крові.

## Анімація

### 2015 анімація
Перша анімована версія «Noblesse» була представлена на 17-му Міжнародному фестивалі анімації в Бучоні. Час його перегляду становив 37 хвилин. Виготовлено Studio Animal, південнокорейська анімаційна студія, а анімація вперше вийшла у вигляді DVD від Woongjin Thinkbig Funnism 4 грудня , 2015, поки його VOD послуга розпочалася пізніше 4 лютого 2016 р.

### 2016 OVA
4 лютого 2016 року Crunchyroll та YouTube вийшла 31-хвилинна оригінальна мережева анімація (OVA) під назвою  Noblesse: Awakening . Анімоване Production IG, аніме охоплює перший том манхви у сильно скороченому форматі з кількома незначними змінами в історії.

### Аніме
2 серпня 2019 року в Comic Con Seoul було оголошено, що адаптація телевізійного серіалу аніме зараз готується.  Production IG анімував серіал, а Crunchyroll транслював його на міжнародний рівень за межами азіатських регіонів як спільне виробництво. Серія ліцензована Muse Communication у Південно-Східній Азії. В одному з інтерв'ю Джо Сон під час інтерв'ю для серіалу сказав: "Ми нещодавно завершили Noblesse, що є для нас дуже особливим проектом. Станом на цей рік, нам потрібно 11 довгих років, щоб завершити цей проект. Коли ми з Лі Квангом Су почали працювати над Noblesse, ми думали про безліч мрій, які ми хотіли здійснити разом. Однією з мрій було показати одну з наших робіт як телевізійну анімацію, що здійснилося. Це все завдяки нашим глядачам, які виявили любов до Ноблесс. Я хотів би подякувати Naver, Webtoon та Production I.G за прекрасну роботу з анімації. Сподіваюся, глядачі знайдуть Ноблессе захоплюючим і насолоджуватимуться переглядом ". Режисер серіалу — Ясутака Ямамото. Саяка Харада займається композицією серіалу, а Акіхару Ішіі займається дизайном персонажів. Йосіхіро Айк і Шун Наріта складають музику серіалу. Прем'єра відбулася 7 жовтня 2020 року на Crunchyroll. В Японії серіал має телевізійну трансляцію через дві години після запуску Crunchyroll, на Tokyo MX та BS11. Kim Jae-joong виконала відкриваючу пісню серіалу «ПРИЛИННА ЗОРА», тоді як Oh My Girl виконав пісню, що закінчується темою серії «Etoile».
Аніме-серія Noblesse відбувається безпосередньо після подій OVA  Noblesse: Awakening , і починається з другого тому манхви.